# 2023 FA 커뮤니티 실드
2023 FA 커뮤니티 실드는 FA 커뮤니티 실드의 101번째 대회로 2023년 8월 6일에 개최되었다. 이번 대회는 지난 시즌 프리미어리그 준우승 팀인 아스널과 프리미어리그, FA컵 우승 팀인 맨체스터 시티가 경기를 가졌다. 이 경기에서 양 팀이 1–1로 비긴 후 승부차기에 들어가 아스널이 맨체스터 시티를 4–1로 꺾고 2020년 대회 이후로 3년만에 우승을 차지했다.
원래 이 경기는 17시 30분에 열릴 예정이었지만 대중 교통 문제와 관련해서 맨체스터 시티의 서포터들이 경기 일정에 대한 항의 차원에서 경기를 보이콧 하겠다고 밝히자 축구 협회에서 경기 시간을 16시로 일정을 변경하였다.

## 참가팀
| 구단          | 자격                    | 참가연도¹² |
| ------------- | ----------------------- | --- |
| 아스널        | 프리미어리그 준우승     | 23(16)³ (1930, 1931, 1933, 1934, 1935, 1936, 1938, 1948, 1953, 1979, 1989, 1991*, 1993, 1998, 1999, 2002, 2003, 2004, 2005, 2014, 2015, 2017, 2020) |
| 맨체스터 시티 | 프리미어리그, FA컵 우승 | 13(6)³ (1934, 1937, 1956, 1968, 1969, 1972, 1973, 2011, 2012, 2014, 2018, 2019, 2021, 2022)                                                         |

¹ 굵은 글씨는 우승한 연도이다.

² *표시는 공동 우승한 연도이다.

³ 괄호안의 숫자는 우승횟수를 나타낸다.

## 대회 정보
아스널과 맨체스터 시티는 커뮤니티 실드에서 각각 통산 16회, 6회의 우승 기록을 가지고 있다. 이번 대회는 FA 커뮤니티 실드에서 가지는 양 팀의 3번째 맞대결이다. 양 팀은 이전에 1934년, 2014년 대회에서 만났으며, 아스널이 맨체스터 시티에 각각 4–0, 3–0으로 승리한 바 있다.

## 경기 정보

### 상세 정보
| 아스널                                  | 1–1  | 맨체스터 시티                 |
| --------------------------------------- | ---- | ----------------------------- |
| - 트로사르 90+11′                       | 기록 | - 파머 77′                    |
| 승부차기                                |      |                               |
| - 외데고르 - 트로사르 - 사카 - 비에이라 | 4–1  | - 더 브라위너 - 실바 - 로드리 |

|  |  |

| GK            | 1             | 에런 램스데일         |     |     |
| RB            | 4             | 벤 화이트             |     |     |
| CB            | 2             | 윌리암 살리바         |     |     |
| CB            | 6             | 가브리에우 마갈량이스 | 66′ | 87′ |
| LB            | 12            | 유리언 팀버르         |     | 76′ |
| CM            | 41            | 데클런 라이스         |     | 81′ |
| CM            | 5             | 토머스 파티           | 8′  |     |
| RW            | 7             | 부카요 사카           |     |     |
| AM            | 8             | 마르틴 외데고르 ()    |     |     |
| LW            | 11            | 가브리엘 마르티넬리   |     | 75′ |
| CF            | 29            | 카이 하베르츠         | 27′ | 87′ |
| 교체 명단:    |               |                       |     |     |
| GK            | 30            | 맷 터너               |     |     |
| DF            | 3             | 키어런 티어니         |     | 76′ |
| DF            | 15            | 야쿠프 키비오르       |     |     |
| DF            | 16            | 롭 홀딩               |     |     |
| DF            | 18            | 도미야스 다케히로     |     |     |
| MF            | 10            | 에밀 스미스 로        |     | 87′ |
| MF            | 21            | 파비우 비에이라       |     | 87′ |
| FW            | 14            | 에디 은케티아         |     | 81′ |
| FW            | 19            | 레안드로 트로사르     |     | 75′ |
| 감독:         |               |                       |     |     |
| 미켈 아르테타 | 미켈 아르테타 | 미켈 아르테타         | 17′ |     |

| GK              | 18 | 슈테판 오르테가   |     |     |
| RB              | 2  | 카일 워커 ()      |     |     |
| CB              | 5  | 존 스톤스         |     |     |
| CB              | 3  | 후벵 디아스       |     |     |
| LB              | 25 | 마누엘 아칸지     |     |     |
| CM              | 16 | 로드리            |     |     |
| CM              | 8  | 마테오 코바치치   |     | 64′ |
| RW              | 20 | 베르나르두 실바   |     |     |
| AM              | 19 | 훌리안 알바레스   | 31′ |     |
| LW              | 10 | 잭 그릴리시       |     | 58′ |
| CF              | 9  | 엘링 홀란         |     | 64′ |
| 교체 명단:      |    |                   |     |     |
| GK              | 31 | 에데르송          |     |     |
| DF              | 14 | 에므리크 라포르트 |     |     |
| DF              | 21 | 세르히오 고메스   |     |     |
| DF              | 82 | 리코 루이스       |     |     |
| MF              | 4  | 캘빈 필립스       |     |     |
| MF              | 17 | 케빈 더 브라위너  |     | 64′ |
| MF              | 47 | 필 포든           |     | 58′ |
| MF              | 80 | 콜 파머           |     | 64′ |
| MF              | 87 | 제임스 매커티     |     |     |
| 감독:           |    |                   |     |     |
| 페프 과르디올라 |    |                   |     |     |

맨 오브 더 매치:  레안드로 트로사르 (아스널)
| 부심: 팀 우드 (글로스터셔) 댄 로바탄 (노퍽) 대기심: 존 브룩스 (레스터셔) 보조심: 스티브 메레디스 (노팅엄셔) 비디오 판독심: 마이클 살리스버리 (랭커셔) 보조 비디오 판독심: 닐 데이비스 (런던) | 경기 규칙 - 전•후반 90분동안 치러진다. - 전•후반 무승부일 경우 승부차기를 통해 우승팀을 가린다. - 9명의 교체 선수를 등록할 수 있으며 최대 6명까지 교체할 수 있다. |

### 통계
| 항목        | 아스널 | 맨체스터 시티 |
| ----------- | ------ | ------------- |
| 득점        | 1 (4)  | 1 (1)         |
| 슈팅        | 7      | 8             |
| 유효슈팅    | 3      | 4             |
| 볼 점유율   | 45%    | 55%           |
| 패스 횟수   | 485    | 590           |
| 패스 성공률 | 88%    | 88%           |
| 코너킥      | 5      | 6             |
| 파울        | 6      | 11            |
| 오프사이드  | 0      | 0             |
| 경고        | 3      | 1             |
| 퇴장        | 0      | 0             |

## 같이 보기
- 2022-23 FA컵
- 2022-23 프리미어리그